# Bernt Johan Collet
Pour les articles homonymes, voir Collet.
Bernt Johan Holger Collet, né le 23 novembre 1941 à Copenhague (Danemark), est un homme politique danois. Membre du Parti populaire conservateur, il est député au Folketing de 1981 à 1990, et ministre de la Défense de 1987 à 1988.